# الملكة كويلاما
كانت الملكة كويلاما المزعومة هي المرأة التي وقع في حبها الملك لذريق . كانت ابنة الكونت دون جوليان ، واسمها الفعلي فلورندا ، ولكن في اوساط المسلمين و بعض نبلاء القوط كانت تعرف باسم لا كابا ، وهو ما يعني عاهرة. يقال إن روحها تسكن احد الكهوف باسبانيا.

## اسطورة
تقع هذه الأسطورة في طور انهيار مملكة القوط الغربيين في بداية القرن الثامن . بعد أحداث مختلفة ، انتهى غزو القوط الغربيين لإسبانيا بأن يصبحوا حلفاء ، فاحتلوا المنطقة واستقروا في شبه الجزيرة الأيبيرية ، وبالتالي فرضوا قوانينهم ومنعوا لذريق من نيل لقب الملك . و لكن و أخيرًا على مر الزمان توج رودريجو ملكًا في عام 710 . وقع الملك رودريغو (لذريق) في حب ابنة الكونت جوليان المسماة فلورندا وهرب معها. حاول الكونت جوليان (يليان الطنجي) ،استعادة طفلته ، و لذلك الغرض ساعد المسلمين في التوسع حتى معركة غواداليت (معركة وادي لكة) ، حيث من المفترض أن يكون الملك رودريغو قد قتل. ومع ذلك ، هناك بيانات تؤكد عودته إلى الشمال ، وجمع الكنز الشهير للقوط الغربيين والاختباء في سييرا دي كويلاماس . لجأ لذريق إلى قلعة في فاليرو مع معشوقته وخبا كنز القوط الغربيين وأمر ببناء ممرات تحت الأرض بمخارج مختلفة في جميع أنحاء سلسلة الجبال بأكملها في حالة اضطرارهم إلى الفرار في حالة وقوع هجوم. لكن هذا لم ينفع دون رودريجو ، لأنه بأمر من الكونت دون جوليان ، تم اغتياله في قلعته وهذا هو السبب فيوقوع معركة سيجويويلا  عام 713 . أخفى رودريغو حبيبته مع الكنز في كهف في المنطقة. كانت ستموت في انتظاره ، بينما هرب إلى مدينة فيسيو في البرتغال حيث مات أخيرًا في عام 714 .
تقول الأسطورة أنه تم دفن حمامتين ذهبيتين من كنز دون رودريجو وأن حبيبته المغاربية تحرسهما. تقول الأسطورة أنه في الليالي الصافية بالقرب من سان خوان من أسفل الكهف تسمع ضوضاء ورثاء قادمة من روح الأميرة الامازيغية وهي تبكي على حبيبها.

## أنظر أيضا
- لذريق
- يليان الغماري